# Zesde ziekte

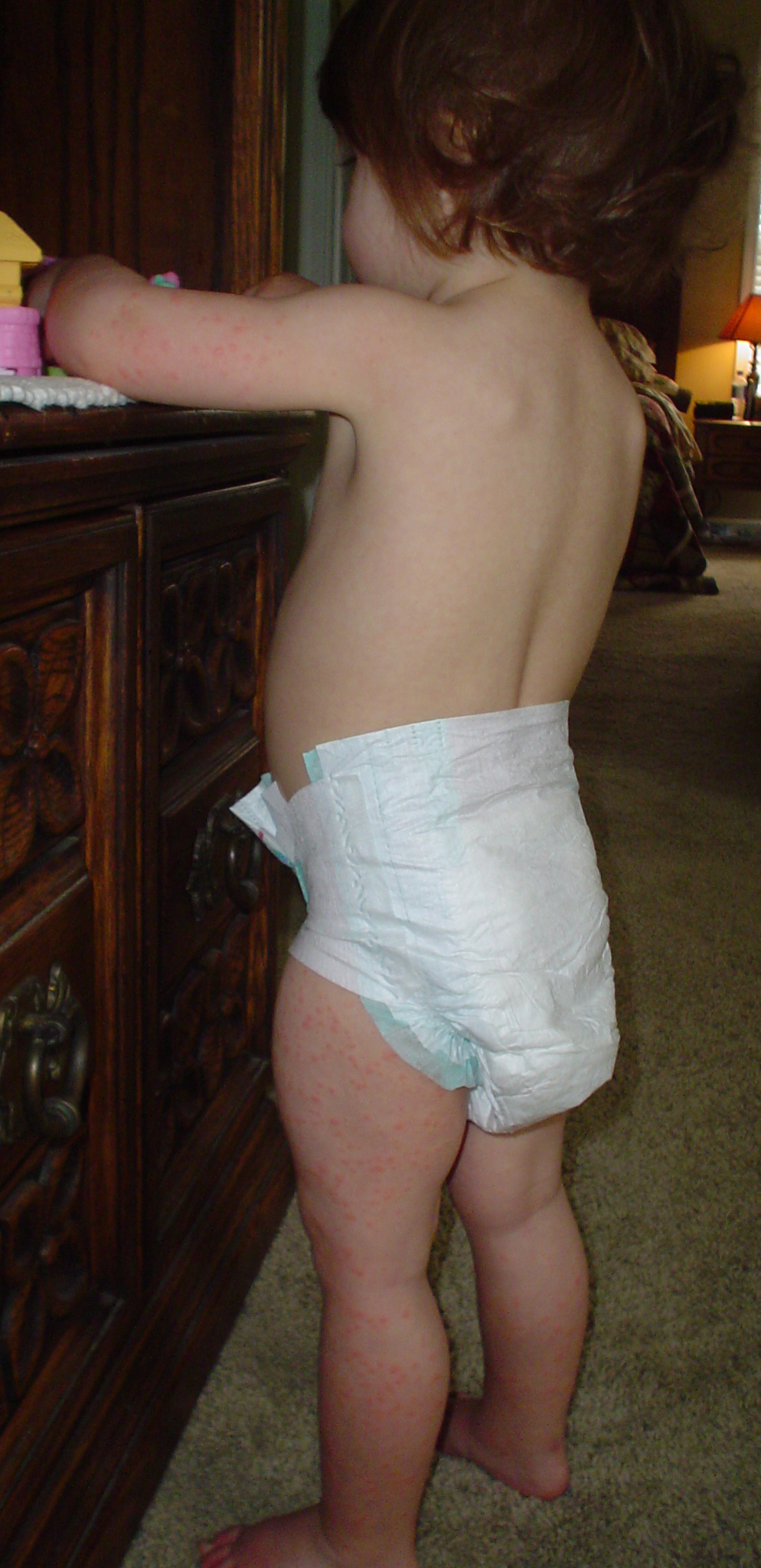
Uitslag van de zesde ziekte bij een kind van 21 maanden

De zesde ziekte of exanthema subitum is een gangbare kinderziekte die kenmerkend optreedt bij kinderen van negen tot twaalf maanden oud. Tegen de leeftijd van twee jaar hebben bijna tachtig procent van de kinderen de infectie doorlopen. Een deel hiervan doorloopt de infectie echter zonder verschijnselen.

## Humaan herpesvirus type 6 (HHV-6)
De ziekte wordt veroorzaakt door het humaan herpesvirus type 6. Dit virus is verwant aan de verwekker van de koortslip en van genitale herpes.
Er bestaan twee varianten van dit virus: De ene variant is het HHV-6A-virus. Dit veroorzaakt zelden de zesde ziekte bij kinderen. Wel worden mensen met een verzwakte afweer op latere leeftijd hiervan ziek. De andere variant is het HHV-6B-virus. Dit is de verwekker van de zesde ziekte bij kinderen. Na doormaken van de infectie heeft iemand geen klachten meer. Dit is in tegenstelling tot andere herpesvirussen. HHV-6 blijft wel aanwezig in het lichaam.
De tijd tussen besmetting en ziek worden is tien tot vijftien dagen. De ziekte is besmettelijk totdat de uitslag is verdwenen. Over de periode van besmettelijkheid is geen overeenstemming. Huisartsen geven aan dat na het verschijnen van de rode vlekken de ziekte niet meer besmettelijk is.

## Verschijnselen
De kenmerkende ziekteverschijnselen bestaan bij een kind uit een vrij plots optredende, meestal drie tot vijf dagen durende koorts. Dit is doorgaans tussen de 39 tot 40,5 °C. Deze koorts gaat meestal samen met hoesten, oorpijn of een zere keel. De koorts zakt vervolgens vrij plotseling. Hierna ontwikkelt het kind huiduitslag, genaamd maculair exantheem. Deze uitslag houdt een tot twee dagen aan. 
Koortsstuipen komen veelvuldig voor. Dit kan beangstigend kan zijn voor de ouders. Deze stuipen zijn echter verhoudingsgewijs ongevaarlijk en stoppen vanzelf. In zeldzame gevallen ontstaan oorontsteking, infectie van de darmen, diarree, opgezette lymfeknopen en ademnood.
Een herkenbaar verschijnsel zijn rode vlekken achter in de keel die optreden op de vierde dag van de infectie. Deze vlekken komen bij twee derde van de mensen voor en heten vlekken van Nagayama.

## Behandeling
Er bestaat geen specifieke behandeling of vaccin voor dit virus. De eventuele behandeling is dus ondersteunend. De ziekte kent over het algemeen slechts milde ziekteverschijnselen en geneest spontaan na enkele dagen. Paracetamol kan de koorts en ongemak verlichten.

## Naam
De ziekte dankt haar naam aan de volgorde waarin men vroeger de vlekjesziekten beschreef: 
1. mazelen
2. roodvonk
3. rodehond
4. ziekte van Filatov-Dukes (Waarschijnlijk een variant van staphylococcal scarlatina, of "staphylococcal scalded-skin syndrome"[2])
5. vijfde ziekte oftewel erythema infectiosum
6. zesde ziekte oftewel exanthema subitum